# Parafia Matki Boskiej Bolesnej w Sadku
Parafia Matki Boskiej Bolesnej w Sadku – rzymskokatolicka parafia dekanatu szydłowieckiego, przynależącego do diecezji radomskiej, metropolii częstochowskiej. Parafia erygowana w 1989 roku, wyłoniona z parafii św. Zygmunta w Szydłowcu.

## Historia
W 1983 roku, z inicjatywy Adama Sokołowskiego i kolejarzy z Sadku, którzy pieniądze pozostałe po zakupie ich branżowego sztandaru z wizerunkiem świętej Katarzyny, postanowili wykorzystać na materiały budowlane oraz za zgodą i przy pomocy proboszcza parafii św. Zygmunta w Szydłowcu ks. Józefa Słabego, na gruntach uzyskanych w dzierżawę wieczystą od Skarbu Państwa, rozpoczęto budowę kaplicy, a oficjalnie punktu katechetycznego. Mieszkańcy Sadku samodzielnie wybudowali mury świątyni. W związku z tym oddelegowano do Sadku, jako samodzielnego wikarego ks. Bogusława Mleczkowskiego. Pod jego kierownictwem kościół został nakryty dachem w grudniu 1984 roku. Nadal trwały prace wewnątrz świątyni. 26 maja 1985 roku, świątynię poświęcił ks. bp Adam Odzimek. Po odejściu z parafii Szydłowiec ks. wikarego B. Mleczkowskiego, prace kontynuował ks. Zenon Ociesa, który po erygowaniu przez ks. bp. Edwarda Materskiego 1 września 1989 roku, w Sadku parafii  pw. Matki Bożej Bolesnej, został pierwszym jej proboszczem.  Kościół wybudowany został z pustaków żużlowo-betonowych i cegły, według projektu inż. Stanisława Dworaka. Budowa trwała od 1983-1988. W ołtarzu głównym znajduje się kopia wizerunku Matki Bożej z Lichenia, o którą kustosza tamtejszego sanktuarium poprosiła żona Adama Sokołowskiego - Zofia. Parafia MBB w Sadku liczy 800 wiernych. Odpust obchodzony jest 15 września, we wspomnienie Matki Bożej Bolesnej.
Po erygowaniu parafii wybudowano plebanię. A na placu obok kościoła Golgotę i stacje drogi krzyżowej, które w 2010 roku poświęcił ordynariusz diecezji radomskiej - bp. Henryk Tomasik.

## Zasięg parafii
Do parafii należą wierni ze wsi  Sadek.

## Stan obecny
Parafia posiada kościół parafialny oraz cmentarz grzebalny.
W niedzielę 21 czerwca 2009 roku, ks. infułat Józef Wójcik odprawił dziękczynną mszę świętą na rozpoczęcie obchodów 20 lecia parafii w Sadku. Ksiądz proboszcz Zenon Ociesa witając parafian i zaproszonych gości w tym ks. dziekana Adama Radzimirskiego, ks. Bogusława Tereka, władze samorządowe powiatu i Miasta Szydłowiec powiedział: dzięki Obrazowi Matki Bożej Licheńskiej wszystko się zaczęło, dziękujmy dziś Bogu i Matce Najświętszej za wszystkie dobra materialne i duchowe jakimi zostaliśmy obdarowani i ubogaceni.
W kazaniu celebrans ks. dr J. Wójcik przypomniał historię wspólnoty parafialnej i duszpasterzy którzy przyczynili się do wybudowania świątyni i powstania parafii: ks. Józefa Słabego, ks. Bogusława Mleczkowskiego i dzieło proboszcza ks. Zenona Ociesy.
Ksiądz infułat J. Wójcik wspomniał także inicjatora budowy świątyni wieloletniego sołtysa Adama Sokołowskiego, pochodzącego z Sadku projektanta Stanisława Dworaka, przypomniał wielki wysiłek i zaangażowanie mieszkańców Sadku w budowę kościoła w latach 1983-88.
Podziękował także wiernym z Sadku za ich obecne zaangażowanie i troskę o kościół i parafię.
Po uroczystej mszy świętej na placu kościelnym posadzona została sosna papieska, podarowana przez Nadleśnictwo Skarżysko-Kamienna.
Sosnę która wyrosła z nasion pobłogosławionych przez papieża Benedykta XVI posadzili wspólnie ks. infułat Józef Wójcik, ks. dziekan Adam Radzimirski i leśniczy Marek Grosicki.
Następnie na Krzyżówce, w pobliżu świątyni poświęcony został nowy krzyż ufundowany przez braci Marka i Piotra Sokołowskich. Kapłani pobłogosławili także uczestników Jubileuszowego Ogólnopolskiego Biegu Ulicznego, który organizowany jest w Sadku od 1989 roku.

## Proboszczowie
- 1989 - nadal - ks. Zenon Ociesa